# Richmond (Michigan)
Pour les articles homonymes, voir Richmond.
Richmond est une localité du Michigan aux États-Unis, sa population était de 4 897 habitants en 2000. Elle est située à la frontière des comtés de Macomb et de Saint Clair. La plus grande partie de la localité se trouve dans le comté de Macomb.